# Svchost.exe
 (septembre 2020).
Si vous disposez d'ouvrages ou d'articles de référence ou si vous connaissez des sites web de qualité traitant du thème abordé ici, merci de compléter l'article en donnant les références utiles à sa vérifiabilité et en les liant à la section « Notes et références ».
svchost.exe (Service Host ou SvcHost) littéralement traduit par l'hôte de service, est l’un des plus importants processus Windows associé avec les services de systèmes Windows dans ses multiples versions. Il signifie « Service Host Process » et sert d'hôte pour les fonctionnalités de bibliothèques de liens dynamiques (DLL). Ainsi, il est normal de voir autant d’exécutions « svchost » dans le gestionnaire de tâches en rapport avec les processus qui les utilisent.

## Fonctionnement
Les services tels que Mises à Jour Automatiques, Pare-Feu Windows, Plug and Play, Service de Télécopie et beaucoup d’autres peuvent utiliser les services de svchost pour s’exécuter. Au démarrage, svchost vérifie le registre pour des services chargeant un fichier .dll externe et les fait démarrer.

## Risques
Certains virus et autres logiciels malveillants modifient le Registre Windows de façon que svchost charge leurs fichiers .dll. Dans des tels cas, vous voyez seulement le processus svchost.exe dans le gestionnaire des tâches.